# Али ибн Ридван
Али ибн Ридван (араб. علي بن رضوان‎; 988, Эль-Гиза — 1061, Каир) — араб-египтянин, который был врачом, астрологом и астрономом.

## Биография
Родился в Эль-Гизе. Изучал древнегреческую медицину и, в частности, труды Галена: его комментарий к «Арс Парва» был переведен Герардом Кремонским. Однако более известен тем, что предоставил самое подробное описание сверхновой звезды, ныне известной как SN 1006, которую он наблюдал в 1006 году. Об этом было написано в его комментарии к сочинению Клавдия Птолемея «Тетрабиблос».
Европейские авторы цитировали его как Хали или Хали Абенрудяна. По словам Алистера Кеймерона Кромби, он также внёс вклад в теорию индукции. Участвовал в знаменитой полемике против другого врача, Ибн Бутлана из Багдада. Среди учеников Ибн Ридвана выделяется поколение еврейских врачей, занявших ведущие позиции в медицине Египта.

## Деятельность
В «Книге медицинской компетентности» упоминает качества добродетельного врача как человека, обладающего следующими характеристиками:
1. Он должен быть этичным, умным, с хорошим видением, здравомыслящим и доброжелательным.
2. Он должен быть чистым и хорошо одетым.
3. Он должен относиться к секретам пациентов как к конфиденциальным, не раскрывая их болезней.
4. Его желание лечить пациентов должно превосходить его желание получить от них прибыль; он должен быть склонен лечить нуждающихся, а не богатых.
5. Он должен стремиться учиться и помогать.
6. Он должен быть чист сердцем, честен и не завистлив. Ничто о богатстве или о женщинах не должно приходить ему в голову.
7. Он должен быть осторожен и не прописывать непроверенные потенциально смертельные лекарства или лекарства, которые могут вызвать аборт. Он должен лечить своих врагов так же, как своих близких.

## Работы
- Комментарий к «Тетрабиблосу» Птолемея (псевдоптолемеевский «Центилоквиум» и комментарий к нему, который иногда приписывают Али ибн Ридвану, на самом деле являются работой Ахмеда ибн Юсуфа);
- «Революции Рождества», под редакцией Луки Гаурико, напечатано в Венеции (1524 год);
- «О предотвращении телесных болезней в Египте»: трактат, написанный, чтобы опровергнуть утверждение Ибн аль-Джаззара о том, что Египет был очень нездоровой территорией. Али ибн Ридван также утверждал, что воздух (вместе с другими аспектами окружающей среды) имеет основополагающее значение для здоровья населения[7];
- Книга медицинской компетентности, где он описывает качества врача и многое другое.